# Horný Červený les
Horný Červený les je přírodní rezervace v oblasti Cerová vrchovina.
Nachází se v katastrálním území obce Veľký Blh v okrese Rimavská Sobota v Banskobystrickém kraji. Území bylo vyhlášeno či novelizováno v roce 1974 na rozloze 11,0200 ha. Ochranné pásmo nebylo stanoveno.